# 草原狗舌草
草原狗舌草（学名：Tephroseris praticola）为菊科狗舌草属的植物。分布于俄罗斯以及中国大陆的新疆等地，生长于海拔2,800米至3,300米的地区，多生长在高山草甸及亚高山草甸，目前尚未由人工引种栽培。

## 异名
- Senecio asiaticus Schischkin et Serg.